# 蘇格蘭威士忌
蘇格蘭威士忌（Scotch Whisky，簡稱「Scotch」），是一種只在蘇格蘭地區生產製造的威士忌。特色上，傳統蘇格蘭威士忌與其他種類的威士忌，尤其是它極為相似的鄰居愛爾蘭威士忌最大的不同，是在製造過程中使用了泥煤這種物質。然而，隨著近年威士忌文化普及，蘇格蘭作為生产威士忌的龍頭國家亦開始嘗試多元化作品，沒有泥煤或輕泥煤口味的產品亦大行其道，已經難以以一言概述蘇格蘭威士忌的味道。

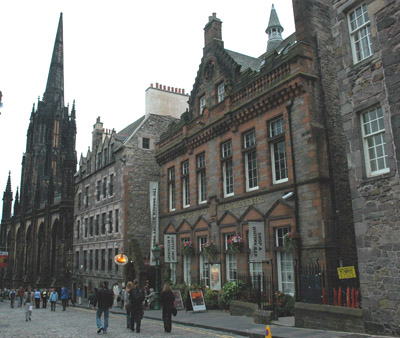
蘇格蘭威士忌遺產中心，愛丁堡

## 定義
北方地區缺乏豐富的水果作物，因此使用多餘的穀類作物來發酵造酒是非常自然的演變：穀物變成啤酒，並且在蒸餾術發明後被做成威士忌，是自然而然的演化。在蘇格蘭或整個英國地區，像威士忌這樣的名詞最早可能是泛指各種在當地所製造出來的蒸餾酒。事實上，如同伏特加酒剛開始的時候也是先出現加味伏特加之後，才慢慢改進為無特殊口味的標準版本，縱使是以穀物作為製造原料，最早的蘇格蘭威士忌也是加入香料或草藥作為調味的，一直到十七世紀之後，才開始有現在見到的麥芽原味之威士忌。
關於什麼樣的威士忌才能被稱為蘇格蘭威士忌，1909年時英國政府就早已有明文規定，現行的蘇格蘭威士忌管理法規是根據1988年時的「蘇格蘭威士忌法案」（Scotch Whisky Act 1988）所制訂，該法規在1990年六月時開始生效。法案中針對蘇格蘭威士忌的名詞定義，原文翻譯如下。
蘇格蘭威士忌是一種威士忌，它：
1. 必須在位於蘇格蘭的蒸餾廠裡製造，只能使用水與發芽的大麥做為原料（其中只允許添加其他穀物的全穀/whole grains of other cereals），而且這些原料必須：
  1. 在蒸餾廠裡現地磨碎；
  2. 只能利用內在的酵素系統（endogenous enzyme systems）來轉化為可發酵的物質；且只添加酵母來進行發酵；

2. 只能被蒸餾到酒精度（ABV）少於94.8%的水準，如此才能保留蒸餾產物中使用的原料與蒸餾方法所造成的香氣與口味；
3. 只能裝在容量不超過700公升的橡木桶中，於位在蘇格蘭的保稅倉中進行陳放，而陳放時間不能短於三年；
4. 只能擁有因其所使用的原料和製造與陳年的方法所產生之色澤、香氣與口味，且除了水與酒用焦糖（spirit caramel）之外禁止添加其他物質；

1988年蘇格蘭威士忌法案禁止在蘇格蘭境內製造其他不是蘇格蘭威士忌的威士忌種類。
1988年蘇格蘭威士忌法案與歐洲烈酒定義規範（European Spirits Definition Regulation）都規定任何想要在歐盟境內銷售或從歐盟外銷的蘇格蘭威士忌，其裝瓶後酒精度都不得低於40% ABV的下限。

## 歷史
雖然沒有明確的記載，但一般公認威士忌的生產最早是在公元四、五世紀時由教士自愛爾蘭地區傳入蘇格蘭。有文獻記載的蘇格蘭威士忌最早紀錄是在1494年時，一位天主教修士約翰·柯爾（Friar John Corr）在當時的英王詹姆士四世要求下，採購了八箱麥芽作為原料，在蘇格蘭的離島艾拉島製造出第一批的「生命之水」，而當時英王授與的採購契約就成為今日可見到、關於蘇格蘭威士忌最早的文字紀錄。
蘇格蘭威士忌的逐漸流行讓該地政府逐漸意識到這種新產業的存在，並在1644年時首次開徵威士忌的製造稅，1786年時甚至針對高地區的威士忌生產課徵極高額的賦稅，迫使許多造酒人得躲躲藏藏地逃至偏遠的山區繼續造私酒。許多今日蘇格蘭威士忌的標準製造手法，例如小型的壺狀蒸餾器、二手的橡木桶與石板舖地式陳年方式，都與這段時期的「權宜措施」有關，這也是當初先人們始料未及的後果。
最早有蘇格蘭蒸餾酒的紀載大約出現在1494年，不過最有名的威士忌事件，則是1780年代英國政府對釀酒（包括威士忌與琴酒）的重稅，讓蘇格蘭人索性往南跨過斯佩賽（Speyside）河逃到格蘭利威（Glenlivet）這個區域，繼續做起私釀生意。
1823年，英國政府修改稅法開放蒸餾廠營業許可的重新申請，兩年間申請合法化的酒廠暴增一倍，今日市面上常聽到的蘇格蘭麥芽威士忌蒸餾廠幾乎都是那年之後陸續創立的。

## 分類

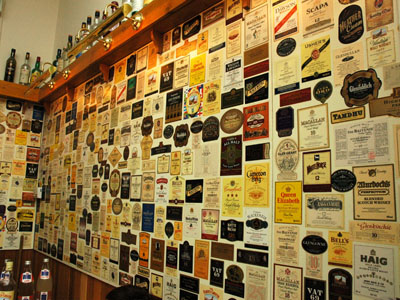
琳瑯滿目的各種蘇格蘭威士忌酒標

### 原材料
雖然在剛開始時，所謂的蘇格蘭威士忌就是指以大麥芽為原料、採用壺式蒸餾作法的麥芽威士忌，但在1831年時愛爾蘭人伊尼亞·柯菲（Aeneas Coffey）發明了連續蒸餾器之後，蘇格蘭威士忌的製造就進入了一個截然不同的新紀元。連續蒸餾技術讓所謂的穀物威士忌變成可能，而因為有穀物威士忌，所以才會有調和威士忌的誕生。今日在蘇格蘭威士忌裡面，調和威士忌佔了總產量的95%，其重要性是絕對不能忽視的。
要談到蘇格蘭威士忌的分類，就要從兩種不同的製造方法說起：使用壺式蒸餾器的麥芽蒸餾法（Malt Distilling），與使用連續蒸餾器的穀物蒸餾法（Grain Distilling）。兩種基本的蒸餾法又衍生出其他的產品組合，皆分述如下。

#### 麥芽威士忌
麥芽威士忌（Malt Whisky）是以已發芽的大麥作為原料，經發酵後採用壺式蒸餾器（Pot still）蒸餾，再經過適當的陳年後製造而成。一般來說當我們提到麥芽威士忌這名稱時，大部分的人聯想到的都是所謂的單一麥芽威士忌（Single Malt Whisky），但事實上，有種以來自多家不同蒸餾廠的麥芽威士忌調和製成的調和麥芽威士忌（Vatted Malt Whisky），依照嚴格的定義，也算是麥芽威士忌的一種。

##### 單一麥芽威士忌
單一麥芽威士忌（Single Malt Whisky）在定義上是指完全由同一家蒸餾廠所製造，並且在該廠自有的倉庫設施裡現地陳年超過三年以上的威士忌。注意，這定義並沒限制同一個瓶子裡的酒皆必須出自同一個橡木桶裡面，實務上酒廠的調酒師常會根據需要，以自己廠裡生產的不同酒桶（乃至於不同裝桶年份 （页面存档备份，存于）的酒桶）裡取出的威士忌混合調製再裝瓶銷售。
蒸餾廠經常會將自己廠裡製造出的多餘成品銷售給一些獨立的裝瓶商，然後以裝瓶商的自有品牌 （页面存档备份，存于）另行包裝出售。在這種狀況下雖然威士忌後半段的陳年工作可能是在裝瓶商擁有的倉庫裡進行，而非在蒸餾廠原本的倉庫裡，但只要初期的原址陳年時間能超過蘇格蘭政府公告的底限，仍符合單一麥芽威士忌的定義標準。
全球喝最多的是調和威士忌（Blended），唯獨台灣愛喝單一麥芽威士忌（Single Malt）。

##### 調和麥芽威士忌
調和麥芽威士忌（Vatted Malt Whisky）或也有人稱呼為純麥芽威士忌 （页面存档备份，存于）（Pure Malt Whisky）是蘇格蘭威士忌家族裡最新興的一個分支。這類的威士忌是將來自不同蒸餾廠的許多單一麥芽威士忌放入一個大型的桶子（Vat）裡混和，因而得名。但另一方面與市場上較主流的調和式威士忌相比，此類的產品完全沒有添加穀物威士忌的成分，因此也被稱為純麥芽威士忌 （页面存档备份，存于）。
調和麥芽威士忌是種介於調和式威士忌與單一麥芽威士忌之間的過渡產品，它兼具有兩種威士忌的優點，但往往也擺脫不了兩種威士忌的缺點部分。

#### 穀物威士忌
顧名思義，穀物威士忌（Grain Whisky）是以穀物作為原料所製造而出的威士忌，但在實作上，我們通常只將純大麥芽為原料、使用壺式蒸餾製造的威士忌排除在穀物威士忌之外（雖然發芽的大麥本身也是一種穀物），有時大麥本身也會被用來當做穀物威士忌的原料，但差別在於全部的大麥不需都經過發芽處理。常用的蘇格蘭穀物威士忌原料除了用來當作酵素來源的麥芽外，會用到的原料包括了玉米與小麥，以及偶爾會摻入一些裸麥（黑麥）。
原料完成發酵後產生的產物稱為酒汁（wash），是一種與啤酒類似的產物。穀物威士忌使用連續式蒸餾器（Patent distill）進行二到三次不等的蒸餾，所得的穀物威士忌新酒，其酒精度普遍較麥芽威士忌的新酒來得高，口味也較淡，性質介於麥芽威士忌與中性烈酒（Neutral Spirits）之間。事實上，將這階段獲得的威士忌新酒再加上其他的調味原料後再次蒸餾，就可以做出其他種類的酒品，例如琴酒就是一例。
相對於麥芽威士忌，穀物威士忌的口味受製造地點與環境的影響較小，因此產區的差異對其意義並不明顯。目前蘇格蘭地區境內僅存在7家穀物威士忌蒸餾廠，其中大部分都集中於低地區，主要的理由在於蘇格蘭大部分的調和威士忌製造商（Blender）都是位於低地區的大城市附近，且附近地區農作生產豐富穀物原料供應充足。這些穀物威士忌廠製造出來的產品，大都是提供給其他的調和式威士忌廠商作為原料使用，但最近也有少數蒸餾廠直接將他們的穀物威士忌裝瓶銷售，比照麥芽威士忌的分類命名方式，這種少見的威士忌可以稱呼為單一穀物威士忌（Single Grain Whisky）。

#### 調和式威士忌
調和式蘇格蘭威士忌（Blended Scotch Whisky）是一種蘇格蘭產、使用一或多種穀物威士忌做為基底，並且混合一到多種麥芽威士忌之後調製而成的威士忌。
雖然，相對於麥芽威士忌，穀物威士忌的發明時間較晚，但由於這種威士忌的誕生原本就是為了要能夠提升威士忌產品的產量並保持品質與供應的穩定，再加上較為溫和的口味對於許多還不習慣麥芽威士忌較重氣味的消費者，比較容易接受，因此打從調和威士忌出現以來，就一直佔蘇格蘭威士忌銷售的大宗，擁有高達95%的佔有率。
在早期，蘇格蘭地區存在著許多所謂的雜貨商（Grocers）或酒商，他們本身不自己造酒，而是在大城市裡開設店舖，並透過管道向各地的蒸餾廠購買已經製造完成的威士忌，掛上用自己的商標來銷售。由於當時玻璃工業不發達尚未有銷售瓶裝酒的概念，大部分酒商之間的產品交易都是以整個橡木桶作為單位。由於麥芽威士忌本身有產能起伏大且品質不穩定的缺點，一些雜貨商為了確保自己出品的酒口味能穩定，嘗試著將自己手上收購來的威士忌混合做出自己想要的特定口味，而成為調和威士忌的濫觴。
最早嘗試將來自不同酒廠的威士忌混和後裝瓶銷售的先驅，是今日Dewar's這品牌 （页面存档备份，存于）的創廠人約翰·德瓦（John Dewar），他將兩三種來自高地區的單一麥芽威士忌混合，摻入一些來自島嶼區的威士忌調味，然後放到作為基底的低地區威士忌裡面製造出最早的量產化調和威士忌。不過，由於當時穀物威士忌尚未發明，德瓦的調和威士忌如果以今天的分類來說，其實比較接近所謂的調和麥芽威士忌（Vatted Malt Whisky），是純以麥芽威士忌調成的。
除了首次嘗試將威士忌調和後再銷售外，德瓦也是第一個將威士忌放入玻璃瓶中銷售的人，在此之前威士忌都是放在陶瓷瓶中銷售或只能在酒吧或餐館裡才喝得到（因為只有這些場所負擔得起一次購買整個木桶的酒）。
至於第一個將穀物威士忌跟麥芽威士忌混合，成為今日調和式威士忌先驅的人，則是來自愛丁堡的安德魯·亞瑟（Andrew Usher），他與他父親本身也是格蘭利維（Glenlivet）蒸餾廠的創始人，在1860年時以“老調和式格蘭利維”（Old Vatted Glenlivet）的名稱開始銷售世界上第一支含有穀物威士忌成份的調和威士忌。另外，格蘭利維也是日後的北不列顚蒸餾廠（North British Distillery）的組成公司之一，後者則是日後大家耳熟能詳的全球酒業巨擘、英國的帝亞吉歐（UDV Diageo）集團的前身。
調和威士忌的出現大幅提升了蘇格蘭威士忌的產能，其稍微清淡些的口味也往往比較能讓不習慣麥芽威士忌強烈口味的消費者接受，在外銷市場斬獲頗豐。縱使是近年來單一麥芽威士忌逐漸在國際市場上受到重視，但仍然不比調和式威士忌超過九成的佔有率。
至於調和威士忌裡面，麥芽威士忌跟穀物威士忌的比例各佔多少，與使用了幾種威士忌來調和，基本上這些都是各調酒廠本身的商業機密且有時配方並不固定（其比例取決於總調酒師的個人判斷），並不會對外公開。

### 產區
除了威士忌的製造方法外，四大不同產區基於環境位置、氣候、水源水質、農產等因素所產出的威士忌也各有特色。

#### 高地（Highland）
高地地勢有多座山脈，遍佈山林溪谷，氣候寒冷，因為其地勢曾經引來不少私釀者，造就了後來的不少著名酒廠。總括而言，這裡出產的酒大多酒體適中，口感優雅而多元化，但個性鮮明強烈，帶有一些泥煤、煙燻風味甚或海水鹽味，不乏花果香。由於高地區範圍廣闊，還可進一步再劃分為北高地（Northern Highlands）、西高地（Western Highlands）、東高地（Eastern Highlands）、中地（Midlands）與獨立的各島嶼（Highland Islands），由於地形與區域對水質、空氣造成的影響，各分區的威士忌均帶有不同的特性。
著名酒廠：
Dalmore
Glenmorangie
Royal Lochnagar

#### 低地（Lowland）
低地區由於缺少泥煤沼澤地，麥芽威士忌蒸餾廠數量始終較為稀少，但低地的地勢低緩，並且緯度較低，氣候也較高地暖和，農業較發達，生產不少穀物威士忌。該區過去主要生產供應調合式威士忌或其他調味用利口酒為主，慢慢造就酒款較為清淡的地區特色。因此威士忌普遍酒體輕盈，帶有柔和植物芳香，性格並不明確。
著名酒廠：
Auchentoshan
Glenkinchie

#### 斯佩塞（Speyside）
蘇格蘭的威士忌重鎮。歸於調和威士忌的成功，傳統高地區與島嶼區的威士忌，都因為口味太重不容易調制。斯佩塞的地形與氣候，再加上優質的水源及豐富農產，造就該區的威士忌極豐富的花果香、甜度普遍較其他產區高、酒體適中至飽滿、通常較輕或沒有的泥煤風味，是蘇格蘭威士忌風靡全世界的主要產區。
著名酒廠：
Glenfiddich
Glenlivet
Glendullan

#### 艾雷島（Isle of Islay）
艾雷島位於蘇格蘭西南部的離島，受海風終年的吹拂，盛產泥煤。當地的威士忌都帶有極強烈的泥煤、煙燻、海鹽碘味風味，泥煤甚至強得像消毒藥水般的味道。是喜好喝泥煤味威士忌的老饕們的天堂。
著名酒廠：
Bowmore
Ardbeg
Laphroaig
除了上述四大酒區外，還有坎貝爾鎮（Campbelltown）和島嶼地區（Islands）。然而產區分類只是一個非常大概的風味分類方法，每一威士忌的風味最終還是要取決於廠家造該酒的方法。例如艾雷島的Coal Ila 亦有生產不少低泥煤或無泥煤的產品。

## 外部連結
- 蘇格蘭威士忌協會